# Pełnorogie
Pełnorogie – w zoologii, określenie obejmujące przeżuwacze o rogach pełnych, utworzonych z substancji kostnej – przeciwstawiane przeżuwaczom pustorogim, nazywanym też pustorożcami. Zbliżonym terminem pełnorożce określane są jeleniowate.
W przeciwieństwie do nazw pustorogie (która jest nazwą rodziny Bovidae) oraz pełnorożce (synonim jeleniowatych), terminy pełnorogie i pełnorogi nie są nazwami taksonów.